# Spagna (métro de Rome)
Pour les articles homonymes, voir Spagna (homonymie).
Spagna est une station de la ligne A du métro de Rome.

## Situation sur le réseau
Établie en souterrain, la station Spagna de la ligne A du métro de Rome, est située entre les stations Flaminio - Piazza del Popolo, en direction de Battistini, et Repubblica - Teatro dell'Opera en direction d'Anagnina.

## Histoire
La station Spagna est mise en service le 19 février 1980, lors de l'ouverture de l'exploitation de la première section, de la ligne A, entre les stations Ottaviano - San Pietro - Musei Vaticani et Cinecittà.

## À proximité

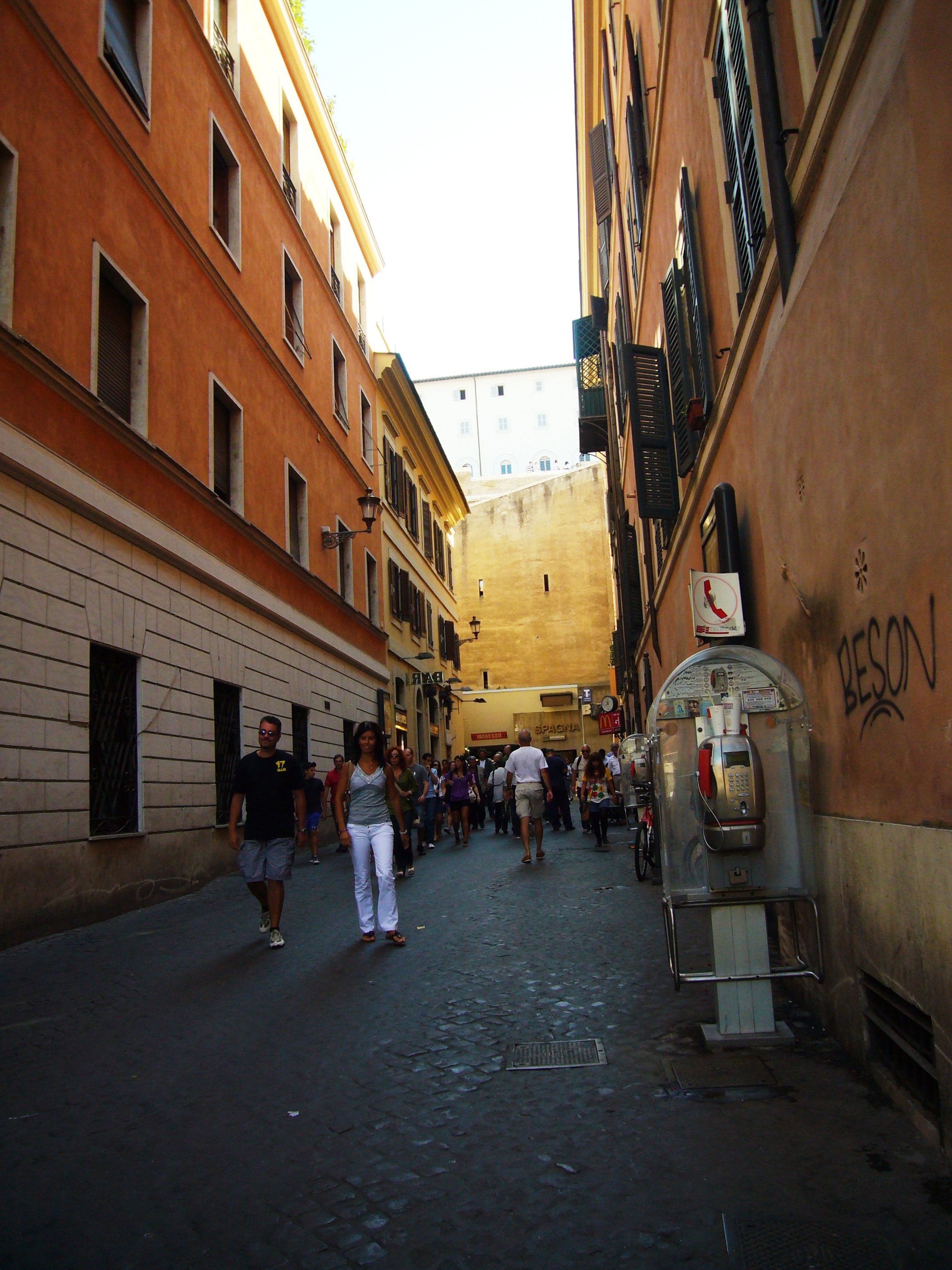
Entrée de la station

La sortie principale de la station donne sur l'étroit Vicolo del Bottino, qui après quelques mètres débouche sur la Piazza di Spagna, permettant l'accès à la place avec un spectaculaire "effet de surprise"; une autre sortie, assez loin des quais et accessible par tapis roulants, est située sur le Largo Federico Fellini, près de la Porta Pinciana, à l'un des bouts de Via Veneto et pas loin de l'un des accès à la Villa Borghese.
La station Spagna est évidemment la plus proche de la Piazza di Spagna et de la Trinité-des-Monts, mais est également l'accès par métro le plus direct pour beaucoup d'autres endroits du centre historique (Ara Pacis, Galleria Alberto Sordi, Mausolée d'Auguste, Palais Montecitorio, Piazza Colonna, San Lorenzo in Lucina, Via Condotti, Via del Babuino, Via Margutta...), ou pour la Galerie Borghese, si on emprunte la sortie sur le Largo Fellini; la station Spagna (tout comme Barberini) peut être utile même pour atteindre la zone du Panthéon et de la Place Navone, pas tout à fait proche, mais totalement dépourvue d'accès directs par métro.